# Zygiella kirgisica
Zygiella kirgisica là một loài nhện trong họ Araneidae.
Loài này thuộc chi Zygiella. Zygiella kirgisica được miêu tả năm 1974 bởi Bakhvalov.